# Порта Тригемина
Порта Тригемина (на латински: Porta Trigemina) е една от градските врати на Сервиевата стена в античен Рим.

## Местоположение
До съвремието не са достигнали никакви физически следи от портата, но въз основа на историческите извори се приема, че тя е стояла в близост до южния край на Говеждия пазар, между Авентинския хълм и река Тибър. През 1886 година на 40 метра южно от църквата Санта Мария ин Космедин са открити останките на арка изградена от туфа и широка 3,3 метра.

## История
Порта Тригемина е част от построената в началото на 4 век пр.н.е. Стена на Сервий Тулий. През ранния 2 век пр.н.е. в непосредствена близост до нея се е намирало търговското пристанище (Емпорий) на Рим, във връзка с което са били изградени множество портици и складове. Това вероятно са били постройки с временен характер позволяващ лесното им разрушаване, когато пристанището се преместило по-надолу по течението на Тибър, тъй като за такива на същото място след 174 г. пр.н.е. вече не се споменава никъде. Това е била една от най-важните градските врати, защото през нея е минавал пътя за Остия (Via Ostiensis). Плавт описва пространството точно извън портата като любимо свърталище на просяци като е била издигната колона увенчана със статуя в чест на Луций Минуций даваща повод на някои изследователи да идентифицират Порта Минуция с Порта Тригемина. Гай Гракх преминава през тази порта, за да прекоси реката и достигне до мястото, където се самоубива.
Някои изследователи считат, че по времето на принципата на Август Порта Тригемина е била реконструирана като арка от консулите Луций Корнелий Лентул и Тит Квинкций Криспин Сулпициан.

## Описание
Поради името на портата се предполага, че тя е имала три прохода като през централния са преминавали превозните средства, а през другите два пешеходците.